# Cloxacilline
La cloxacilline est une molécule antibiotique de la même classe que la pénicilline.

## Mode d'action
La cloxacilline inhibe la PLP, enzyme permettant la synthèse du peptidoglycane bactérien.

## Indication
Antibiotique de première intention en cas d'infection à Staphylocoques sensibles aux pénicillines M dans leur localisation cutanée ou de parties molles, ostéo-articulaires, pleuro-pulmonaires, génito-urinaires, endocardiques et septicémiques.

## Contre-indication
Allergie connue aux pénicillines.

## Effets indésirables
Il peut causer de la diarrhée, des maux de ventre,  des nausées ou, rarement, des vomissements. Il peut favoriser l'apparition de vaginites chez la femme.

## Spécialités contenant la cloxacilline (France)
- ORBENINE
- ORBENINE injectable

## Divers
La cloxacilline fait partie de la liste des médicaments essentiels de l'Organisation mondiale de la santé (liste mise à jour en avril 2013).